# Biserica Sfântul Dominic din Sândominic
Biserica romano-catolică „Sf. Dominic” din Sândominic este un monument istoric aflat pe teritoriul satului Sândominic; comuna Sândominic. Este una din atracțiile turistice rurale din județul Harghita.
Ansamblul este format din următoarele monumente:
- Biserica romano-catolică „Sf. Dominic” (cod LMI HR-II-m-A-12963.01)
- Zid de incintă (cod LMI HR-II-m-A-12963.02)

### Istoric
Parohia e menționată în hrisoave pentru prima dată în 1567. Pe locul bisericii de astăzi a existat o biserică mică, romanică, dinainte de marea invazie mongolă din 1241. Vechea biserică a fost demolată mai târziu, pe măsură ce populația a crescut. Noua biserică a fost construită în 1795, pe fosta moșie "Alexander". Clădirea istorică păstrează detaliile erei arpadiene. Cristelnița sculptată în piatră datează din secolul al XIII-lea.  
Statuia Fecioarei Maria din secolul al XV-lea a fost făcută la școala de sculptori din Șumuleu Ciuc. La începutul secolului al XVI-lea a fost făcută o pictură în ulei care surprinde tripla ipostază a lui Isus, ca arhiereu (Mare preot), rege și profet, lucrare ce evocă stilul lui Albrecht Dürer. 
Biserica barocă de astăzi a fost construită între 1787 și 1802 și a păstrat vechiul patronaj al Sfântului Dominic. Clopotele bisericii au fost turnate între 1802 și 1805 la Brașov și la Sfântu Gheorghe. Clopotele dedicate Sfintei Ecaterina, ce cântăresc 1.150 kg, au fost turnate la Passau în anii 1980. 
Din 1813 biserica e înconjurată de un zid cu trei porți. În partea răsăriteană a complexului ecleziastic există o cruce de lemn, așezată de populația satului.
Biserica a fost supusă restaurării generale la 1972 și vechile statui ale acesteia au fost puse lângă altar. 